# Coreidae
Coreidae é uma família de percevejos sugadores de plantas da subordem Heteroptera dos Hemiptera.  O nome Coreidae deriva do género Coreus (do grego: κόρις, percevejo). A família tem uma distribuição natural do tipo cosmopolita, mas a maioria das espécies ocorre em regiões de clima tropical ou subtropical.

## Descrição
Coreidae é uma família de paraneoptera contida na ordem dos hemípteras. Este é um grupo de tamanho moderado, cujos membros possuem glândulas odoríferas bem desenvolvidas. Estas glândulas abrem-se nas laterais do tórax entre as coxas médias e posteriores. A maioria das espécies possui um odor particular (algumas vezes agradáveis, outras não) quando manipulada.
Os coreídeos costumam ter tamanho médio a grande, são um pouco alongados e de cor escura, com a cabeça mais estreita e mais curta que o pronoto. Algumas espécies possuem as tíbias posteriores expandidas e foliáceas (em forma de folha). Alimentam-se de plantas, mas alguns podem ser predadores.

## Taxonomia e sistemática
A família Coreidae é muito próxima de um conjunto de outras ordens de Hemiptera, nomeadamente as famílias Alydidae, Hyocephalidae, Rhopalidae e Stenocephalidae. Em conjunto, estas cinco famílias formam a superfamília Coreoidea. A família apresenta uma grande diversidade, com mais de 1 900 espécies validamente descritas, repartidas por mais de 270 géneros.
Na sua presente circunscrição taxonómica a família Coreidae é dividida em três (ou por vezes quatro) subfamílias. Numerosas tribos de Coreinae têm sido propostas ao longo dos tempos para elevação ao nível taxonómico de subfamília, entre as quais os Agriopocorini, Colpurini, Hydarini, Phyllomorphini e Procamptini, mas a única dessas mudanças que merece algum consenso entre os especialistas no grupo foi a elevação de Agriopocorini; entretanto  revisões mais recentes tendem a reposicionar o agrupamento novamente ao nível de tribo, reconhecendo apenas as três subfamílias propostas desde 1867. Outra dificuldade resulta da manutenção do género Eubule em incertae sedis.
A família é correntemente dividida nas seguintes subfamílias (com alguns géneros mais representativos listados):
- Coreinae Leach, 1815
  - Acanthocephala  Laporte, 1833
  - Acanthocerus  Palisot, 1818
  - Althos Kirkaldy, 1904
  - Amblyomia Stål, 1870
  - Anasa Amyot & Serville, 1843
  - Catorhintha Stål, 1859
  - Chariesterus Laporte, 1833
  - Chelinidea Uhler, 1863
  - Chondrocera Laporte, 1832
  - Cimolus Stål, 1862
  - Coreus Leach, 1815
  - Dalader Amyot & Serville, 1843
  - Dallacoris Osuna, 1981
  - Elasmopoda   Stål, 1873
  - Euthochtha  Mayr, 1865
  - Ficana Stål, 1862
  - Helcomeria Stål, 1873
  - Holhymenia Lepeletier & Serville, 1825
  - Hypselonotus Hahn, 1833
  - Leptoglossus Guérin-Méneville, 1831 – conifer seed bugs
  - Madura Stål, 1860
  - Mamurius Stål, 1862
  - Menenotus Laporte, 1832
  - Mozena Amyot & Serville, 1843
  - Namacus Amyot & Serville, 1843
  - Narnia Stål, 1862
  - Nisoscolopocerus Barber, 1928
  - Pephricus Amyot & Serville, 1843
  - Phthia Stål, 1862
  - Phyllomorpha  Laporte 1833 
  - Plectropoda  Bergroth, 1894 
  - Piezogaster Amyot & Serville, 1843
  - Sagotylus Mayr, 1865
  - Savius Stål, 1862
  - Scolopocerus Uhler, 1875
  - Sephina Amyot & Serville, 1843
  - Sethenira Spinola, 1837
  - Spartocera  Laporte, 1833
  - Thasus Stål, 1865
  - Zicca Amyot & Serville, 1843
- Agriopocorinae Miller, 1953 (frequentemente incluído em Coreinae)
  - Agriopocoris Miller, 1953
- Meropachyinae Stål, 1867
  - Merocoris Perty, 1833
- Pseudophloeinae Stål, 1867
  - Bothrostethus Fieber 1860
  - Ceraleptus Costa, 1847
  - Coriomeris Westwood, 1842
- Incertae sedis
  - Eubule